# Мухаммад Султан-мирза
Шахзаде Мухаммед Султан (30 декабря 1639 — 14 декабря 1676) — могольский принц из династии Бабуридов, старший сын могольского императора Аурангзеба и его второй жены Наваб Бай.

## Биография
Родился 30 декабря 1639 года в городе Матхура, под Агрой. Старший сын принца Аурангзеба (1618—1707), будущего падишаха Империи Великих Моголов (1658—1707). Его матерью была Наваб Бай (1620—1699), вторая жена Аурангзеба и дочь Таджуддина-Хана, раджи Раджаури в Кашмире. У него были младший брат, принц Муаззам (1643—1712), будущий император Великих Моголов Бахадур Шах I в 1707—1712 годах, и сестра, принцесса Бадр ун-нисса Бегум (1647—1670).
В апреле 1656 года Мухаммед Султан был назначен наследником своим тестем, Абдуллой Кутб-шахом, султаном Голконды (1626—1672).
Когда в 1657 года началась война за престолонаследие в империи Великих Моголов, принц Мухаммад Султан-мирза присоединился к своему тестю и дяде, принцу Шаху-Шудже, став его командующим и главным советником в 1659 году.
20 февраля 1660 года принц Мухаммад Султан-мирза соединился со своим отцом, падишахом Аурангзебом, который заключил его в тюрьму в крепости Салимгарх в Дели 8 мая 1660 года. В январе 1661 года по приказу своего отца принц был переведен в форт Гвалиор и заключен там в тюрьму.
14 декабря 1676 года 36-летний принц Мухаммад Султан скончался в заключении в тюрьме Салимгарх.

## Браки
В 1656 году во время осады Голконды могольской армией были проведены переговоры о мире между принцем Аурангзебом и Абдуллой Кутб-шахом. Хаят Бахши Бегум, мать султана Голконды, посетила Аурангзеба и лично умоляла его пощадить ее сына. Аурангзеб согласился восстановить королевство после выплаты компенсации и погашения задолженности по дани, а также на брак дочери султана Голконды с его старшим сыном. Вначале Абдулла Кутб-шах отказывался выполнять условия, предложенные Аурангзебом. 10 апреля 1656 года по приказу падишаха Шах-Джахана Аурангзеб прекратил осады Голконды. 13 апреля 1656 года Мухаммед Султан-мирза женился по доверенности на второй дочери Абдуллы Кутб-шаха по имени Падишах Биби. 20 апреля она была доставлена из крепости в лагерь своего мужа.
Когда Аурангзеб был еще принцем, он и принц Шах-Шуджа поклялись объединиться против своего старшего брата, наследного принца Дара Шукоха после смерти их отца Шах-Джахана. Этот обет был подкреплен тем, что каждый из них развлекал другого в течение недели в Агре, а также Аурангзеб обручил своего старшего сына Мухаммада с дочерью Шаха-Шуджи, Гульрух Бану Бегум, также известной как Мах Ханум. Ссора их отцов прервала этот брак, когда пара достигла совершеннолетия. Шах-Шуджа послал тайное послание своему племяннику Мухаммеду, предложив ему трон и руку своей дочери. В ночь на 18 июня 1659 года Мухаммад Султан-мирза бежал из Догачи с пятью слугами и отправился в лагерь Шаха-Шуджи, где и женился на Гульрух Бану Бегум. В 1660 году она бежала в Аракан со своим отцом и умерла в 1661 году.
26 декабря 1672 года по приказу Аурангзеба его арестованный сын Мухаммад Султан-мирза был доставлен из тюрьмы в его спальню. После аудиенции с отцом принц Мухаммад Султан-мирза женился на своей двоюродной сестре Достар Бану Бегум, дочери принца Мурад Бахша. Ему подарили одежду, меч, усыпанную драгоценными камнями муттаку и коня с усыпанным драгоценными камнями седлом. Достар Бану Бегум умерла 4 марта 1676 года.
12 января 1675 года принц Мухаммад Султан-мирза женился на Бай Бхут Деви, дочери раджи Киштвара. Она стала матерью его единственного сына, принца Масуда Бахш Мирзы (род. 15 августа 1676 и умер 18 июня 1677 года).
10 сентября 1676 года принц-арестант Мухаммад Султан-мирза в пятый раз женился на племяннице своей мачехи Даулатабади Махал.
Шестой женой принца в 1676 году стала Мунавар Ханум, дочь Раза-хана Ахмеда.